# Сан Салваторе (Лука)
Сан Салваторе је насеље у Италији у округу Лука, региону Тоскана.
Према процени из 2011. у насељу је живело 775 становника. Насеље се налази на надморској висини од 30 м.